# Parkville (Maryland)
Pour les articles homonymes, voir Parkville.
Parkville est une localité CDP américaine située dans l’État du Maryland, dans la périphérie de Baltimore, comté de Baltimore. Sa population s’élevait à 31 118 habitants lors du recensement de 2000. Densité 2 838 hab/km2. La superficie totale de la localité est de 11,0 km2. 